# Émile Allais

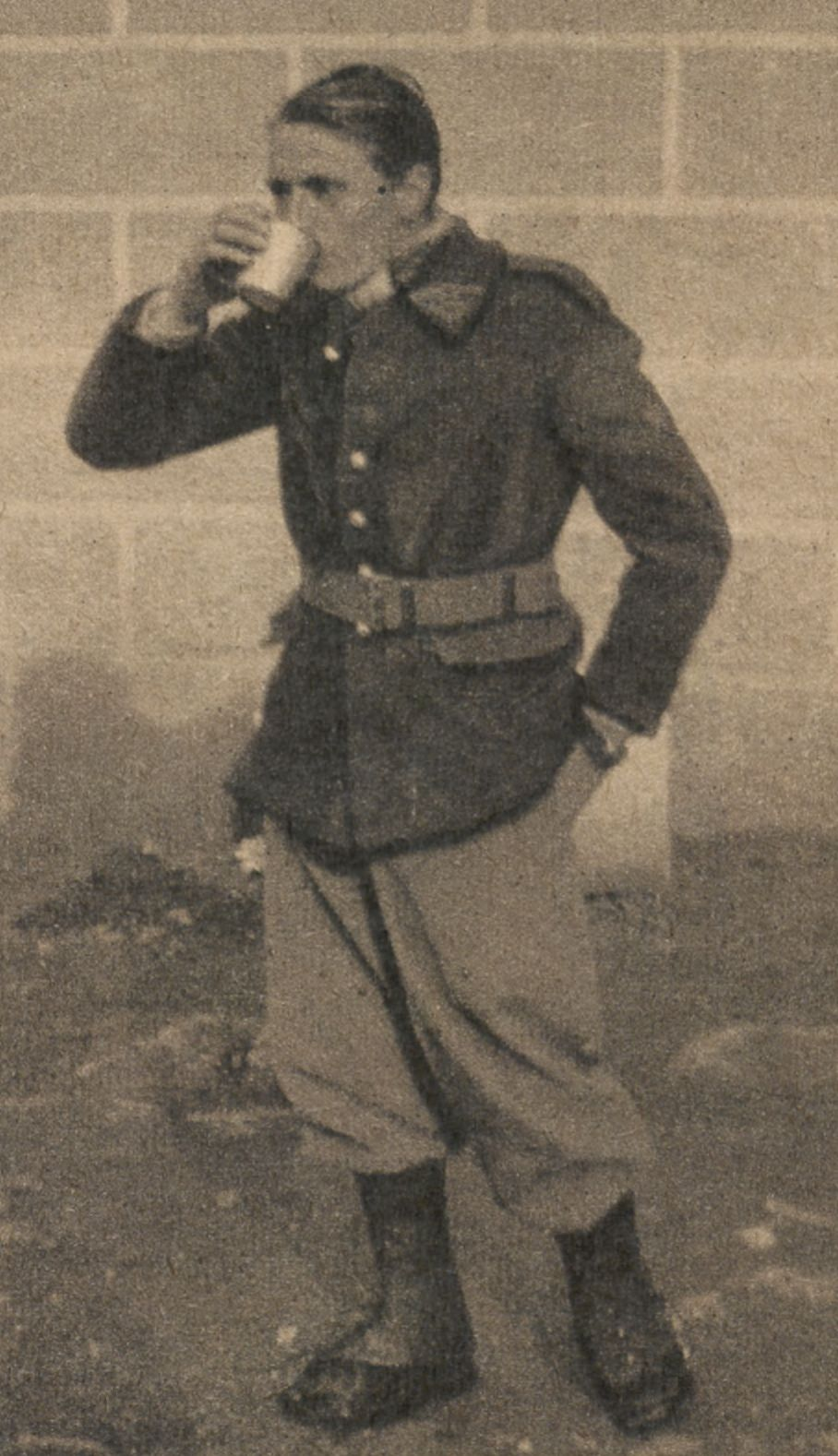

Émile Allais, född 25 februari 1912 i Megève, Haute-Savoie, död 17 oktober 2012 i Sallanches, Haute-Savoie, var en fransk alpin skidåkare som tävlade i olympiska vinterspelen 1936 där han vann den första bronsmedaljen för alpina skidåkare för herrar i olympiska spelen. Allais var mycket dominerande inom sporten under det sena 1930-talet och räknas som Frankrikes första stora alpina skidåkare. Han blev hundra år den 25 februari 2012 och avled den 17 oktober samma år, efter en kort tids sjukdom.